# Голубовська Ольга Анатоліївна
О́льга Анато́ліївна Голубо́вська (нар. 20 липня 1965, Київ, Україна) — український інфекціоніст, доктор медичних наук (2009), професор (2014), Заслужений лікар України (2017 рік), завідувач кафедри інфекційних хвороб Національного медичного університету імені О. О. Богомольця (з 2009), головний позаштатний спеціаліст Міністерства охорони здоров'я України зі спеціальності «інфекційні хвороби» (2011—2016). 2 грудня 2021 року на X з'їзді інфекціоністів України обрана президентом Громадської організації «Всеукраїнська асоціація інфекціоністів».

## Життєпис
Медичну освіту здобула у Київському медичному інституті, який закінчила у 1991 році. У 1991—1992 навчалась в інтернатурі на кафедрі інфекційних хвороб НМУ імені О. О. Богомольця. У 1992—1993 працювала лікарем-інфекціоністом інфекційного центру в 14-ій міській клінічній лікарні м. Києва (нині Свято-Михайлівська клінічна лікарня).
З 1993 року працює на кафедрі інфекційних хвороб НМУ імені О. О. Богомольця: 1993—2005 — асистент; 2005—2009 — доцент; з 2009 — завідувач кафедри.
У 2002 році захистила дисертацію на здобуття наукового ступеня «кандидат медичних наук» на тему «Некардіальні ускладнення дифтерії у дорослих» (науковий керівник — академік НАМН України, професор Ж. І. Возіанова). У 2009 році захистила дисертацію на здобуття наукового ступеня доктора медичних наук на тему «Можливості контролю за перебігом та ефективністю лікування хронічного гепатиту С за допомогою неінвазивних методів діагностики» (науковий консультант — академік НАМН України, професор Ж. І. Возіанова). У 2014 році Ользі Анатоліївні присвоєно вчене звання «професор».
Є заступником Голови експертної ради з питань проведення експертизи дисертаційних робіт з напрямку «медицина» Міністерства освіти і науки України, заступником Голови Республіканської проблемної комісії «Інфекційні та паразитарні хвороби» МОЗ України, членом спеціалізованої вченої ради по захисту дисертацій на здобуття наукового ступеня кандидата/доктора медичних наук при ДУ «Інститут епідеміології та інфекційних хвороб імені Л. В. Громашевського АМН України».
З 2012 року — головний редактор журналу «Клиническая инфектология и паразитология (международный научно-практический журнал)». Входить до редакційних колегій медичних часописів «Гепатологія», «Практикуючий лікар», «Туберкульоз, легеневі хвороби, ВІЛ-інфекція». Є членом Міжнародної асоціації медицини мандрівників (International Society of Travel Medicine).
Є одним з головних фундаторів запровадження в Україні для її громадян Державної програми лікування хворих на вірусні гепатити В і С, яка успішно виконується з початку 2014 року. Також є одним з фундаторів впровадження в Україні плану Європейського Союзу стосовно елімінації вірусу гепатиту C в Європі.
Кафедра інфекційних хвороб НМУ імені О. О. Богомольця, яку очолює О. А. Голубовська, є опорною для кафедр, які викладають навчальну дисципліну «Інфекційні хвороби» в додипломній підготовці фахівців за спеціальностями «Лікувальна справа», «Педіатрія», «Медико-профілактична справа», «Стоматологія», «Медична психологія» у вищих медичних навчальних закладах України.
2016 року нагороджена медаллю Київського Патріархату «За жертовність і любов до України».
24 січня 2020 року введена до оперативного штабу щодо недопущення занесення і поширення на території України випадків захворювань, спричинених новим коронавірусом виявленим у місті Ухань (провінція Хубей, Китай).
21 лютого 2020 року призначена членом тимчасової робочої групи з питань реформування системи охорони здоров'я України.
24 квітня 2020 року нагороджена медаллю ВТО «Орден» «Честь і служба» за самовіддану працю у боротьбі з пандемією коронавірусної хвороби 2019.
16 червня 2020 року нагороджена Орденом Української Православної Церкви святої рівноапостольної княгині Ольги за заслуги перед УПЦ
19 червня 2020 року нагороджена державною нагородою України орденом княгині Ольги ІІІ ступеня.
З 1.06 2020 року є членом робочої групи з розробки протоколів надання медичної допомоги хворим на коронавірусну хворобу (COVID-19).
З 2.07 2020 року входить до Медичної ради при Міністерстві охорони здоров'я України.
З 10 грудня 2020 року є членом Комісії з біобезпеки та біологічного захисту при Раді національної безпеки і оборони України.
22 травня 2021 року спеціальною премією «Покликані серця» за безпрецедентний внесок і самовіддану працю в боротьбі з пандемією коронавірусної хвороби 2019 її нагороджено на 25-тій ювілейній загальнонаціональній програмі «Людина року — 2020».
31 травня 2021 року її нагороджено в номінації «Знакова постать» Всеукраїнською премією «Жінка III тисячоліття».
17 червня 2021 року за самовіддану працю та високу професійність її нагороджено орденом «Сила милосердя».
18 червня 2021 року за особистий внесок у справу гарантування національної безпеки і оборони України, зразкове виконання службових обов'язків, професіоналізм та з нагоди Дня медичного працівника її нагороджено нагрудним знаком «Захиснику України» Ради національної безпеки і оборони України.
18 червня 2021 року нагороджена Почесною грамотою Верховної Ради України «За особливі заслуги перед Українським народом».
11 квітня 2023 року стала членом Поважної ради Громадської ініціативи «Орден святого Пантелеймона».
У 2024 році Європейське товариство клінічної мікробіології та інфекційних хвороб ESMID (European Society of Clinical Microbiology and Infectious Diseases) визнало Ольгу Голубовську локальним чемпіоном по Україні.

## Науковий доробок
Основні напрямки наукової діяльності: питання організації медичної допомоги хворим на інфекційні хвороби, проблеми вірусних гепатитів, дифтерії, грипу, медицини подорожей та хвороб мандрівників, тропічної медицини, нейроінфекцій, ультразвукової діагностики при інфекційних хворобах, ВІЛ-інфекції, коронавірусної хвороби 2019. Як завідувач кафедри вона багато уваги приділяє розробці новітніх засад викладання навчальної дисципліни «інфекційні хвороби». Голубовська О. А. є організатором і головою оргкомітету багатьох науково-практичних конференцій з міжнародною участю, бере активну участь з доповідями у заходах ВООЗ, численних науково-практичних конференціях за межами України.
Автор більш як 240 наукових робіт, з них — 4 підручники, 5 навчальних посібників, наукові монографії «Малярія» і «Коронавірусна хвороба 2019», 18 навчально-методичних статей і тез, має 10 патентів, в тому числі 1 патент України.
Підготувала 6 кандидатів медичних наук.

### Основні наукові та педагогічні роботи
- Диагностические возможности комплексного ультразвукового исследования печени у больных с вирусным гепатитом // Журн. Акад. мед. наук, 2007. (рос.)
- Сравнительный анализ результатов морфологического и комплексного ультразвукового исследования печени у больных вирусным гепатитом С // Журн. Акад. мед. наук, 2008. (рос.)
- Актуальные вопросы диагностики и тактики ведения некоторых поражений печени // Лекарь, 2007. (рос.)
- Доступность и гарантированность лечения гепатита С // Сучасні інфекції, 2007. (рос.)
- «HIV-INFECTION a tutorial for medical students»/навчальний посібник. — Київ. — 2011. (англ.)
- Інфекційні хвороби: підручник /За ред. О. А. Голубовської — К.: ВСВ «Медицина», 2012. — 728 с. + 12 с. кольор. вкл.; (О. А. Голубовська, М. А. Андрейчин, А. В. Шкурба та ін.) ISBN 978-617-505-214-3
- «Studyguide of the lecture of course infection disease»/ курс лекцій у 2-х част. — Київ. — 2012. (англ.)
- Новий метод зменшення активності імунного процесу по відношенню до автоантигенів щитовидної залози у хворих на хронічний гепатит С / Гепатологія. — 2013 р., № 2. — С. 22-30 (із співав.)
- Инфекционные болезни: учебник /Под ред. О. А. Голубовской. — Киев: ВСИ «Медицина». — 2014. — 784 с. — 12 с. цв. вкл. (О. А. Голубовская, М. А. Андрейчин, А. В. Шкурба и др.) ISBN 978-617-505-291-4 (рос.)
- Reduction of hyperproduction of thyroid autoantibodies in patients without disturbance of the thyroid function: new patents. Recent Pat Endocr Metab Immune Drug Discov. 2014;8(2):140-5. (із співавт.) (англ.)
- Сучасні технології організації протидії розповсюдженню ВІЛ/СНІДу та наркозалежності: роль первинної медичної допомоги на засадах сімейної медицини. Навчальний посібник. Нац. мед. ун-т ім. О. О. Богомольця, Укр. тренінг. центр сімейної медицини. — Київ: КІМ, 2015. — 495 с. : іл. ISBN 978-617-628-037-8 (із співавт.)
- Experience of Using Metformin in Patients Infected with HCV Genotype 3 with Concomitant Metabolic Disorders. / Endocrinol Metab Synd 2015; № 4:163. (англ.)
- Малярия: монография. К. : ВСИ «Медицина», 2015. — 288 с., в тому числі 32 с. цв. вкл. ISBN 978-617-505-419-2 (із співавт.) (рос.)
- Original inhibition method of excessive synthesis of pro-inflammatory cytokine of tumour necrosis factor α. Central European Journal of Immunology 3/2015 with DOI number: 10.5114/ceji.2015.54597 pp. 345–349. (із співавт.) (англ.)
- Інфузійна терапія інфекційних хвороб: Посібник-довідник практикуючого лікаря: для лікарів-інтернів і лікарів-слухачів передатестаційних циклів та циклів тематичного удосконалення закладів (ф-тів) післядипломної освіти / І. П. Шлапак, О. А. Голубовська, О. А. Галушко. — Київ: [б. в.], 2015. — 287 с. : табл. — Бібліогр.: с. 280—287. — ISBN 978-966-2544-11-4
- Болезнь, вызываемая вирусом Зика, — новая экспансия тропических заболеваний / Клиническая инфектология и паразитология (международный научно-практический журнал). — 2016. — № 1. — с. 7-19 (із співавт.) (рос.)
- Особенности лечения пациентов с острыми кишечными инфекциями во время диареи и в восстановительном периоде. / Клиническая инфектология и паразитология (международный научно-практический журнал). — 2016. — № 4. — С.419-425 (із співавт.) (рос.)
- Украина на пути элиминации вирусных гепатитов в Европе: достижения и перспективы. Клиническая инфектология и паразитология (международный научно-практический журнал). — 2017. — Т. 6, № 3. — С. 270—275 (рос.)
- Чикунгунья. Обзор литературы и впервые в Украине диагностированные клинические случаи. Клиническая инфектология и паразитология (международный научно-практический журнал). — 2017, том 6, № 3. с. 361—370 (із співавт.) (рос.)
- Інфекційні хвороби (підручник) (за ред. О. А. Голубовської). — Київ: ВСВ «Медицина» (2 видання, доповнене и перероблене). — 2018. — 688 С. + 12 с. кольор. вкл. (О. А. Голубовська, М. А. Андрейчин, А. В. Шкурба та ін.) ISBN 978-617-505-675-2
- Інфекційні хвороби: енциклопедичний довідник / за ред. Крамарьова С. О., Голубовської О. А. — К.: ТОВ «Гармонія», 2018. — 592 с. ISBN 978-966-2165-52-4 (Крамарьов С. О., Голубовська О. А., Шкурба А. В. та ін.)
- Infectious Diseases: textbook / O.A. Holubovska, M.A. Andreichyn, A.V. Shkurba et al.; edited by O.A. Holubovska. — Kyiv: AUS Medicine Publishing, 2018. — 664 p. + 12 p. colour insert. ISBN 978-617-505-727-8 (англ.)
- Эффективность комбинации ледипасвир/софосбувир в лечении хронического гепатита С: анализ клинических исследований и собственный опыт. Клиническая инфектология и паразитология (международный научно-практический журнал). — 2018, том 7, № 1 с. 53-61 (із співавт.) (рос.)
- Case Report of Combined Echinococcosis — Diagnostic and Treatment Peculiarities // Клиническая инфектология и паразитология (международный научно-практический журнал). — 2019. — № 2(13). — С. 6–14. (із співавт.) (англ.)
- Вирус-ассоциированный цирроз печени: особенности тактики ведения (обзор клинических рекомендаций). Клиническая инфектология и паразитология (международный научно-практический журнал). — 2019. — Т.8. — № 4. — С. 484—495. (із співавт.) (рос.)
- Some aspects of management of HIV-infected patients with pathology of digestive system in context of family medicine practice // EUMG. — Vol 8 No 1 (2020). — p. 72-81 (англ.)
- Коронавирусная болезнь 2019 (COVID-19): патогенетические особенности заболевания, диагностика, лечение и меры профилактики. Клиническая инфектология и паразитология (международный научно-практический журнал). — 2020. — Т.9. — № 1. — С. 6 — 16. (із співавт.) (рос.)
- УЗИ легких при COVID-19: от теории к практике // Клиническая инфектология и паразитология (международный научно-практический журнал). — том 9, № 2, 2020. — с.185-191 (із співавт.) (рос.)
- Особенности клинического течения среднетяжелых случаев коронавирусной болезни 2019 (COVID-19) // Клиническая инфектология и паразитология (международный научно-практический журнал). — том 9, № 2, 2020. — с.144-15 (із співавт.) (рос.)
- Інфекційні хвороби (підручник) (за ред. О. А. Голубовської). — Київ: ВСВ «Медицина» (3 видання, перероблене і доповнене). — 2020. — 688 С. + 12 с. кольор. вкл. (О. А. Голубовська, М. А. Андрейчин, А. В. Шкурба та ін.) ISBN 978-617-505-814-5
- Применение внутривенных иммуноглобулинов в лечении тяжелых форм коронавирусной болезни 2019 (COVID-19) Клиническая инфектология и паразитология (международный научно-практический журнал). — том 10, № 1, 2021. — с.29-38 (із співавт.) (рос.)
- Інфекційні хвороби (підручник) (за ред. О. А. Голубовської). — Київ: ВСВ «Медицина» (4 видання, перероблене і доповнене). — 2022. — 464 С.; кольор. вид. (О. А. Голубовська, М. А. Андрейчин, А. В. Шкурба та ін.) ISBN 978-617-505-909-8
- Коронавірусна хвороба 2019 / О. А. Голубовська, А. В. Шкурба, О. В. Безродна та ін.; за ред. О. А. Голубовської. — Київ. «Професійні видання. Україна», 2023. — 300 с. ISBN 978-617-7911-13-4
- Vyklyuk, Y.; Nevinskyi, D.; Chopyak, V.; Škoda, M.; Golubovska, O.; Hazdiuk, K. A Managerial Approach towards Modeling the Different Strains of the COVID-19 Virus Based on the Spatial GeoCity Model. Viruses 2023, 15(12), 2299;